# 547

## Починали
- Трибониан,